# ويليام كيتريدغ
ويليام كيتريدغ (بالإنجليزية: William Kittredge)‏ (أغسطس 1932، أوريغون في الولايات المتحدة)؛ روائي أمريكي.